# Houston
Houston (pronunciat en anglès /ˈhjuːstən/) és la quarta ciutat més gran dels Estats Units i la ciutat més gran de l'estat de Texas. Segons el cens del 2010, la ciutat té una població de 2,1 milions en una àrea de 1.600 km². Houston és la seu del comtat de Harris i del centre econòmic de Houston-Sugar Land-Baytown (la sisena àrea metropolitana estatunidenca amb una població de 6,3 milions d'habitants.
Houston es va fundar el 30 d'agost de 1836 pels germans Augustus Chapman Allen i John Kirby Allen en una plana a prop de la riba del Buffalo Bayou. La ciutat va ser incorporada el 5 de juny de 1837 i va ser anomenada pel llavors president de la República de Texas, Samuel Houston (qui va dirigir la batalla de San Jacinto, que va tenir lloc 40 km a l'est d'on la ciutat va ser fundada). El port i la indústria ferroviària, combinades amb la descoberta del petroli el 1901, ha provocat els continus augments en la població de la ciutat. A mitjan anys 1920, Houston va esdevenir la seu del Texas Medical Center (la concentració més gran del món en salut i recerca) i del Centre Espacial Johnson de la NASA, on hi ha el centre de control de missions. Valorada com una ciutat mundial "beta", l'economia de Houston es basa en les indústries d'energia, manufactureres, aeronàutica, transport, i el sector de la salut. La ciutat té una població multicultural amb una comunitat internacional que està creixent. És la seu de moltes institucions culturals que atrauen a més de 7 milions de visitants a l'any cap al Houston Museum District (districte de museus de Houston).

## Història

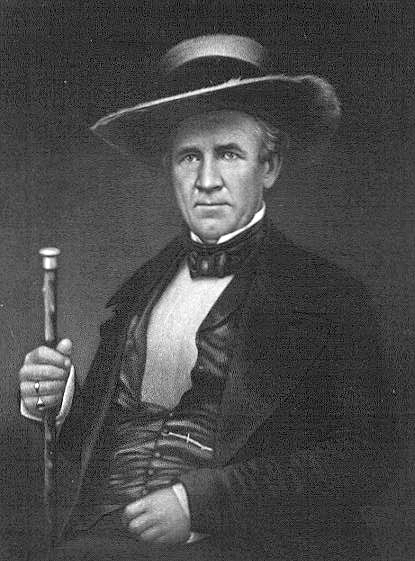
Samuel Houston

Durant l'agost de 1836, John Kirby Allen i Augustus Chapman Allen, dos empresaris de Nova York, compraren una zona de 27 km² al voltant del riu Buffalo Bayou per fundar-hi una ciutat.
Els germans Allen van decidir anomenar la ciutat amb el cognom de Samuel Houston, el popular general de la batalla de San Jacinto, que va ser elegit president de la República de Texas el setembre de 1836.
Houston va ser declarada municipi el 5 de juny de 1837, amb James S. Holman com a primer alcalde.
El mateix any, Houston va esdevenir la seu del comtat de Harrisburg (actualment comtat de Harris) i la capital temporal de la República de Texas. El 1840, la comunitat va crear una cambra de comerç, principalment per promoure el transport marítim en el recent port establert a Buffalo Bayou

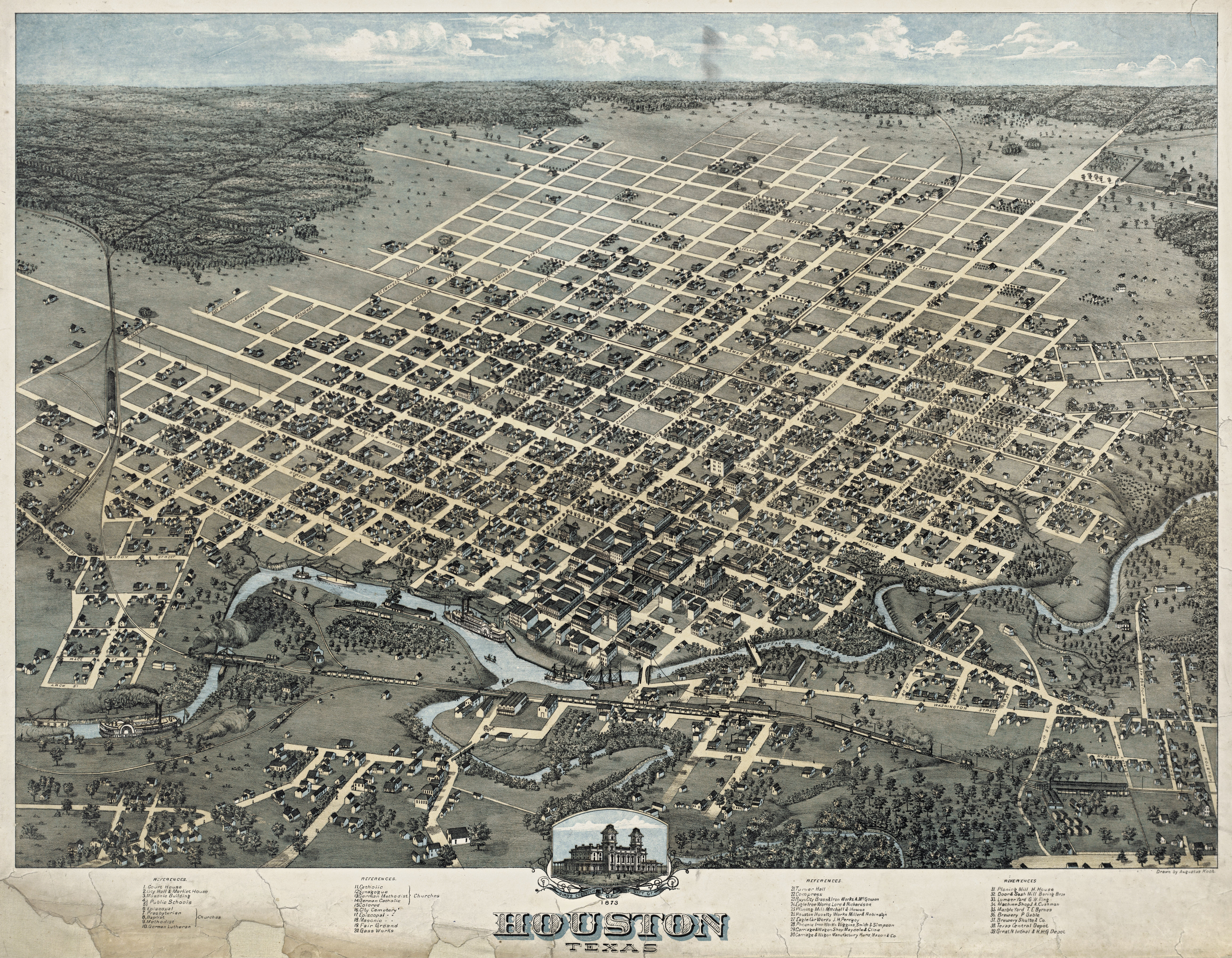
Houston, al voltant de 1873

Cap al 1860, Houston s'havia convertit en un centre comercial i ferroviari, i el cotó era la principal exportació de la ciutat. A Houston s'unien les línies de ferrocarril que venien dels ports de Galveston i Beaumont. Durant la guerra civil americana, Houston va servir de seu pel general John Bankhead Magruder, que va fer servir la ciutat com una organització per la batalla de Galveston.
Després de la guerra civil, els homes de negocis de Houston van fer esforços per iniciar l'ampliació de la ciutat a l'extens sistema de pantans per millorar les comunicacions entre el centre i el port de Galveston. El 1890 el centre del ferrocarril texà era Houston.
El 1900, després que Galveston fos destruïda per un huracà, els esforços per fer important el port de Houston es van accelerar.
L'any següent, el petroli descobert al jaciment de Spindletop (a prop de Beaumont) van marcar el desenvolupament de la indústria petroliera de Texas.
El 1902, el president Theodore Roosevelt va aprovar $1 milions per millorar el projecte del canal de navegació de Houston. Cap al 1910 ja s'havien superat els 78.800 habitants, doblant la població de la dècada anterior. Un terç de la població era afroamericana.
Van ser el causant del fort desenvolupament d'una classe professional situada al Quart Districte.
El president Woodrow Wilson va obrir el gran Port de Houston el 1914, després de set anys de construcció. Cap al 1930, Houston s'havia convertit en la ciutat més poblada de Texas i Harris era el comtat més poblat del citat país.
Quan va començar la Segona Guerra Mundial, els nivells de tonatge del port van baixar i les activitats del transport marítim van ser suspeses; això no obstant, la guerra va ser beneficiosa econòmicament per a la ciutat. Les refineries petroquímiques i les plantes manufactureres van ser construïdes al llarg del canal marítim a causa de la demanda de petroli i de productes sintètics durant la guerra Ellington Field, initially built during World War I, was revitalized as an advanced training center for bombardiers and navigators. La Fundació M.D. Anderson va formar el Centre Mèdic de Texas el 1945. Després de la guerra, l'economia de Houston tornà a ser principalment marítima. El 1948, diverses àrees no incorporades van ser annexades com a límits de la ciutat, duplicant la mida de la ciutat, i Houston va començar a agafar renom a la regió.
El 1950, la disponibilitat d'aire condicionat va impulsar a moltes empreses a situar-se a Houston, i això va propiciar un augment econòmic i de producció, transformant l'economia de la ciutat cap al sector de l'energia. El 26 d'abril de 1956 va crear-se la primera línia marítima de contenidors entre Newark (Nova Jersey) i el port de Houston.

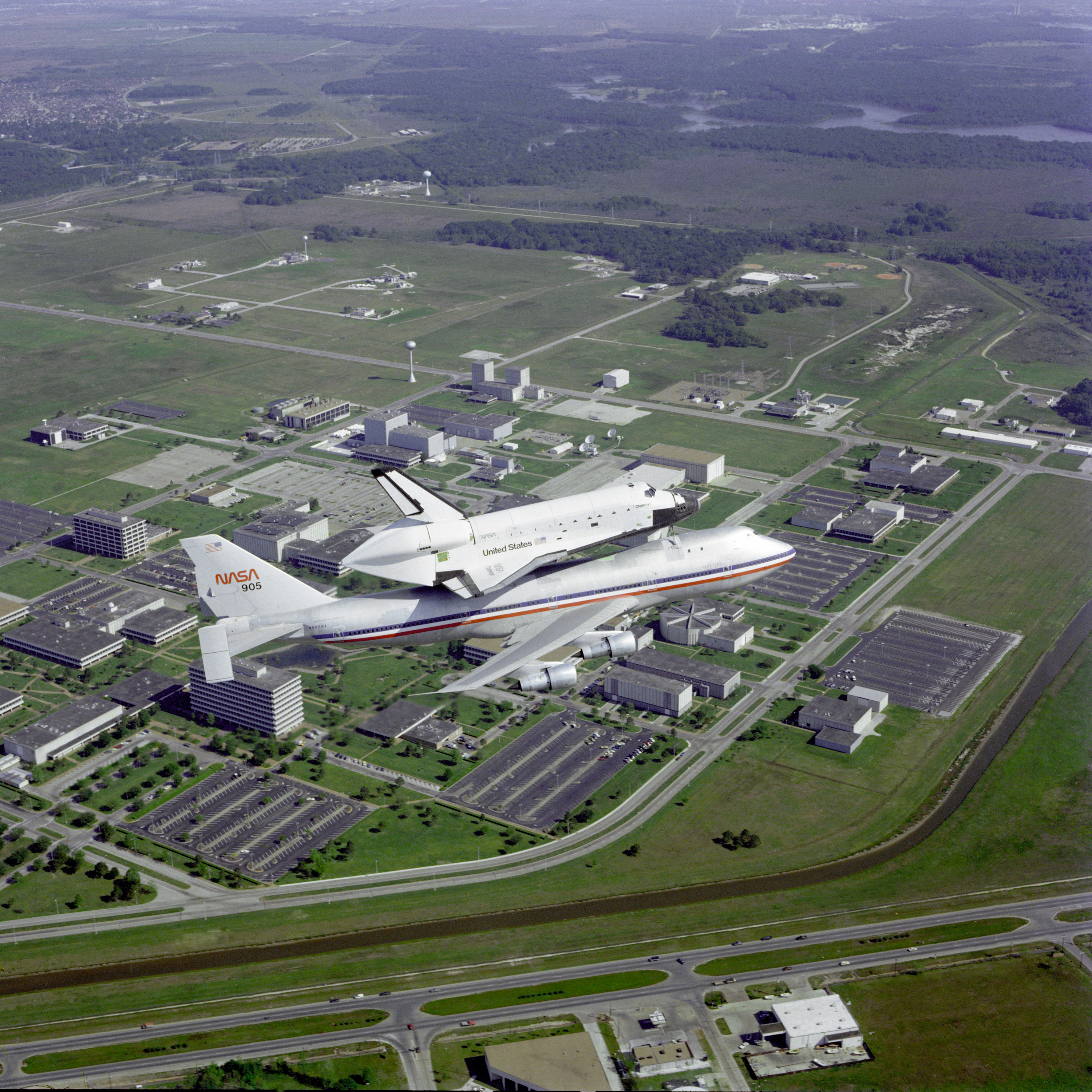
La llançadora espacial, amb un Boeing 747 SCA, volant per sobre del Centre Espacial Johnson

L'augment de la producció de la indústria de la construcció naval durant la Segona Guerra Mundial impulsà el creixement de Houston, igual que l'establiment del Centre Espacial Johnson de la NASA el 1973, que va crear la indústria aeroespacial de la ciutat. El Reliant Astrodome, anomenat la "Vuitena Meravella del Món", es va obrir el 1965, essent el primer estadi esportiu cobert amb cúpula.
Cap al final dels anys setanta, Houston va patir un augment de població de persones que emigraven dels estats de Rus Belt cap a Texas. Els nous residents van venir per les nombroses places de feina que generava la indústria petroliera, creada com a resultat de l'Arab Oil Embargo.
Aquest augment de la població es va acabar de sobte cap a mitjans dels anys vuitanta, a causa de la caiguda preciptada dels preus del petroli. També hi va haver conseqüències per a la indústria espacial que va patir, el 1986 a causa del desastre de l'Space Shutte Challenger (que va explotar després d'enlairar-se).
Des dels anys noranta, com a resultat de la recessió, Houston ha fet esforços per diversificar la seva economia, focalitzant-la a l'espai i la biotecnologia i salut humana i reduint la seva dependència a la indústria petroliera. El 1997, els habitants de Houston van triar Lee P. Brown com a alcalde, essent el primer afroamericà en aquest càrrec.
El juny del 2001, la tempesta tropical "Allison" va causar la pitjor inundació de la ciutat; la tempoesta va fer perdre bilions de dòlars en destrosses i va matar 20 persones a Texas. Durant el desembre del mateix any, la companyia energètica Enron va patir la segona fallida més gran dels Estats Units.
L'agost de 2005, Houston es va convertir en un refugi per a més de 150.000 persones de Nova Orleans, evacuades per culpa de l'huracà Katrina. Un mes més tard, aproximadament 2,5 milions de residents de la zona de Houston van ser evacuats quan l'huracà Rita es va acostar a la Costa del Golf, això no obstant, va causar molt pocs danys a l'àrea de Houston. Aquesta va ser la major evacuació urbana a la història dels Estats Units.

## Geografia

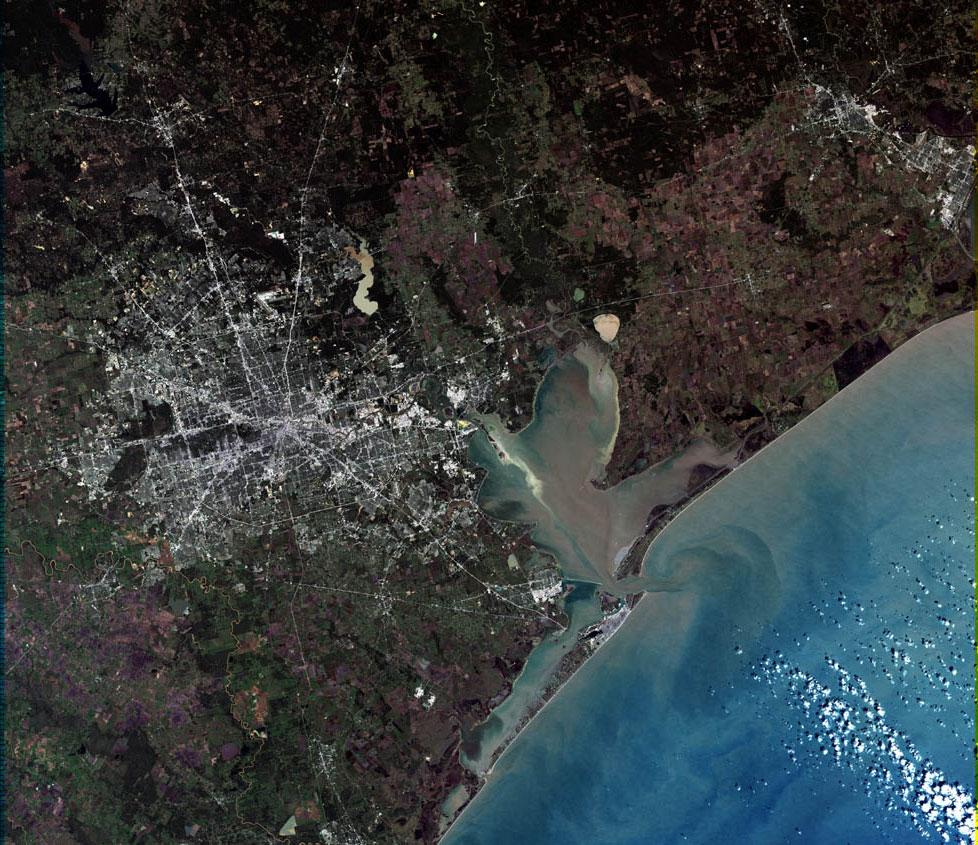
Vista de Houston des d'un satèl·lit.

Segons l'Oficina del Cens dels Estats Units, la ciutat té una superfície total de 1,558.4 km², dels quals 1,500.7 km² són de terra i 57,7 km², d'aigua.
Gran part de Houston es troba a la plana costanera del Golf, i la seva vegetació està classificada com de pastures i boscos temperats. Gran part de la ciutat va ser construïda sobre terres forestals, maresmes, pantans, o prades, que són encara visibles a les zones circumdants. La planitud del terreny local, quan es combina amb l'expansió urbana, ha fet que la ciutat tingui problemes amb les inundacions. El centre de la ciutat està a uns 15 m sobre el nivell del mar. La ciutat va arribar a bastir-se en aigües subterrànies de les seves necessitats, però l'enfonsament de la terra va obligar a la ciutat, a bastir-se de les fonts d'aigua, com el llac de Houston i el llac Conroe.
Houston té quatre grans bayous que passen per la ciutat. Buffalo Bayou passa pel centre i el Canal de Navegació de Houston, té tres afluents: Black Oak Bayou, que transcorre a través dels turons i cap al centre de barri; Braes Bayou, que transcorre al llarg del Centre Mèdic de Texas, i Sims Bayou, que travessa el sud de Houston i el centre de Houston. El canal marítim continua passat Galveston cap al golf de Mèxic.

### Geologia
Houston s'assenta en estrats d'argila no consolidada, pissarra argilosa i sorra amb baixa cimentació que s'estenen per diverses milles de profunditat. La geologia de la regió es va desenvolupar a partir dels dipòsits de sediments fluvials formats per l'erosió de les muntanyes Rocoses. Aquests sediments consisteixen en una sèrie de sorres i argiles dipositades en conjunt amb matèria orgànica en descomposició que, amb el temps, s'ha transformat en petroli i gas natural. Sota els estrats sedimentaris hi ha una capa d'halita, sal de roca, dipositada per les aigües. La porositat de les capes es comprimeix al llarg del temps i aquestes són forçades cap amunt. En pujar, l'halita va generar formacions de cúpules de sal, atrapant els sediments circumdants i en particular, el petroli i el gas que es van filtrar de les sorres poroses adjacents. El sòl superficial és espès, ric, de color fosc fins a negre en alguns sectors, apte per al conreu d'arròs que es desenvolupa en els suburbis dels afores de la ciutat, cap on continua expandint-se.
L'àrea de Houston té més de 150 falles actives (en total unes 300, aproximadament), amb una longitud total de fins a 500 km, incloses les falles de Long Point-Eureka Heights, que travessen el centre de la ciutat. No s'han registrat terratrèmols a Houston, però els investigadors no descarten la possibilitat que s'haguessin produït en un passat llunyà, ni que puguin ocórrer en el futur. El sòl d'algunes comunitats del sud-est de Houston està disminuint perquè s'ha bombat aigua des de les capes interiors del sòl durant molts anys. Si bé aquest assentament pot estar associat a esllavissades al llarg de les falles, el moviment és lent i no es considera un terratrèmol tècnicament, ja que les falles estacionàries haurien lliscat sobtadament prou per a crear ones sísmiques. Aquestes falles també tendeixen a moure's de manera molt suau, el que redueix encara més el risc de terratrèmols a la zona.

### Clima

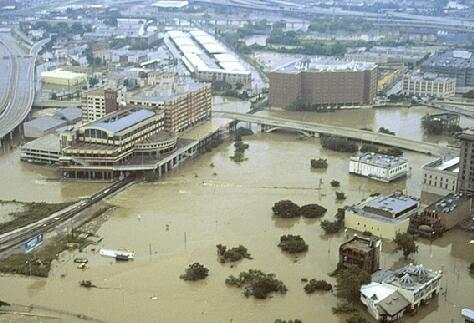
Inundacions a Houston després del pas de la tempesta tropical Allison el juny de 2001.

Houston té un clima humit subtropical, classificat com a Cfa en el sistema de classificació de Köppen. Les tempestes supercèl·lules primaverals causen, sovint, tornados a la zona. Els vents predominants són del sud i sud-est durant la major part de l'any, la qual cosa provoca calor a tot el continent procedent dels deserts de Mèxic i la humitat del Golf de Mèxic.
Durant els mesos d'estiu, la temperatura supera sovint els 32 °C, amb una mitjana de 99 dies per any per sobre d'aquesta temperatura.
Això no obstant, la humitat es tradueix en un índex de calor superior a la temperatura real. La mitjana estiuenca al matí és de més del 90 per cent d'humitat relativa i aproximadament del 60 per cent a la tarda. La temperatura de Houston durant l'estiu sol ser similar a la mitjana de les temperatures tropicals de ciutats com Manila i Ciutat de Panamà. Els vents són molt agradables a l'estiu però ofereixen poc alleujament, excepte a prop de la costa. Per fer front a la calor, la gent utilitza l'aire condicionat en gairebé tots els vehicles i edificis de la ciutat. De fet, el 1980, Houston va ser descrita com la ciutat "més ventilada (per aire condicionat) de la Terra". Les tempestes a la tarda són comunes a la ciutat durant l'estiu. La temperatura més calorosa registrada a Houston va ser de 43 °C, el 4 de setembre de 2000.
Els hiverns a la ciutat texana són bastant suaus. La mitjana de màximes al gener, el mes més fred, és de 17 °C, mentre que la mitjana de mínimes baixa als 5 °C. La neu és molt poc habitual, en general. Els últims registres de nevades esdevingudes a Houston van ser provocats per una tempesta, el 24 de desembre de 2004 amb 2,5 cm de neu, el 10 de desembre, 24 de desembre de 2008 i el 4 de desembre del 2009, sent aquesta la nevada més primerenca registrada a la ciutat. La temperatura més freda registrada a Houston va ser de -15 °C el 23 de gener de 1940. Houston rep una gran quantitat de pluges a l'any, una mitjana de 48 polzades anuals. Aquestes pluges solen causar inundacions en gran part de la ciutat. El 13 de setembre de 2008, l'huracà Ike va tocar terra a Galveston, convertint-se en el tercer huracà més destructiu registrat, per darrere del Katrina i l'Andrew.
Houston té excessius nivells d'ozó i és una de les ciutats més contaminades dels Estats Units.
L'ozó a nivell del sòl, o la boira tòxica, és un dels problemes predominants de contaminació atmosfèrica a Houston i l'Associació Americana del Pulmó ha qualificat l'àrea metropolitana com el 6è amb pitjor nivell d'ozó en els Estats Units el 2006.
Les indústries situades al llarg del canal navegable són una causa important de la contaminació de l'aire de la ciutat.

### Paisatge urbà
Houston es va incorporar l'any 1837 sota el sistema de representació en districtes, essent el progenitor dels nou districtes actuals del Houston City Council. Les ubicacions a Houston se solen classificar segons si estan a dins o a fora de la Interstate 610 Loop. L'interior comprèn el districte central de negocis i molts dels barris residencials que són anteriors a la Segona Guerra Mundial. Dins d'aquesta àrea també s'hi han desenvolupat, recentment, àrees d'alta densitat residencial. Pel que fa a fora, hi trobem les zones de la perifèria de la ciutat, els suburbis i enclavaments.

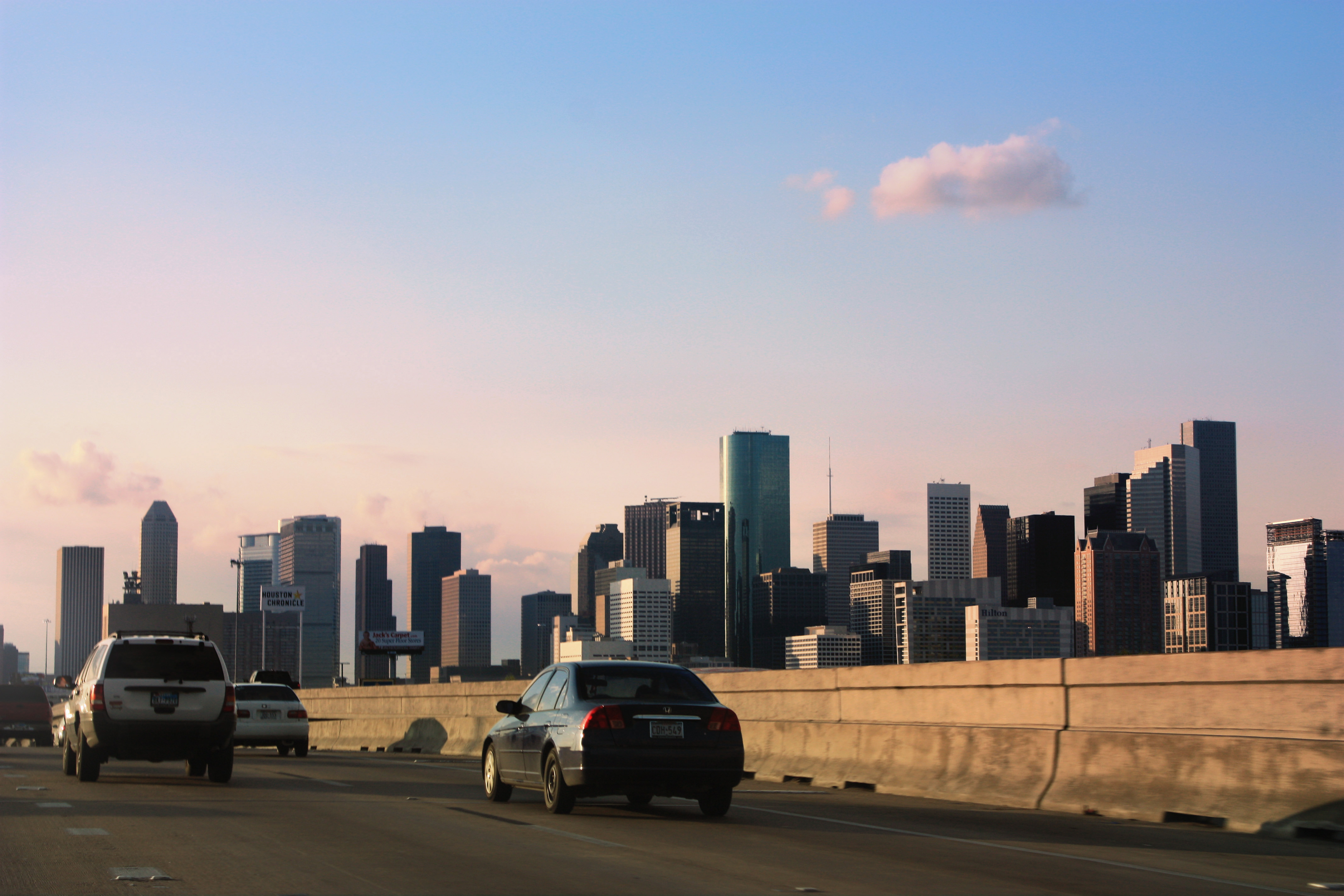
El centre de Houston vist des de l'autopista I-45.

Encara que Houston és la ciutat més gran dels Estats Units sense regulacions de zonificació formal, el seu cinturó s'ha desenvolupat de manera similar a altres ciutats perquè les regulacions sobre l'ús del sòl i els convenis legals hi han actuat de manera similar. Les regulacions inclouen la mida obligatòria per les cases unifamiliars i el necessari per fer disponible l'aparcament per als inquilins i clients. Aquestes restuccions han tingut resultats bons i dolents: tot i que alguns han culpat aquestes polítiques de la baixa densitat de la ciutat, la urbanització descontrolada i la manca de llocs per a vianants, aquest ús del sòl ha permès vendre habitatges assequibles, que ha causat els pitjors efectes de la crisi del 2008 a la ciutat. La ciutat va atorgar 42.697 permisos de construcció l'any 2008 i va ocupar el primer lloc en la llista de mercats d'habitatge més saludable de l'any 2009, segons la revista Builder.
Els votants van rebutjar de separar els districtes d'ús del sòl residencial i comercial el 1948, el 1962 i el 1993. En conseqüència, en lloc d'un districte de negocis central únic, com el centre d'ocupació de la ciutat, els districtes múltiples han augmentat a tota la ciutat, a més del centre de la ciutat, que inclou l'Uptown, el Texas Medical Center, Midtown, Greenway Plaza, Energy Corridor, Westchase i Greespoint.

## Demografia
| Ciutat de Houston Censos anteriors |           |         |
| Any                                | Població  | Posició |
| 1850                               | 2.396     | ?       |
| 1860                               | 4.845     | ?       |
| 1870                               | 9.332     | ?       |
| 1880                               | 16.513    | ?       |
| 1890                               | 27.557    | ?       |
| 1900                               | 44.633    | 85      |
| 1910                               | 78.800    | 68      |
| 1920                               | 138.276   | 45      |
| 1930                               | 292.352   | 26      |
| 1940                               | 384.514   | 21      |
| 1950                               | 596.163   | 14      |
| 1960                               | 938.219   | 7       |
| 1970                               | 1.232.802 | 6       |
| 1980                               | 1.595.138 | 5       |
| 1990                               | 1.630.553 | 4       |
| 2000                               | 1.953.631 | 4       |

Houston és una ciutat diversa i internacional gràcies, en part, per moltes de les seves institucions acadèmiques i a indústries potents. A la ciutat es parlen més de 90 idiomes. Houston, a més, té una de les poblacions més joves del país, degut, en part, a l'afluència d'immigrants a Texas. La ciutat és la tercera comunitat hispana més gran dels Estats Units i també la tercera població mexicana més gran d'aquest estat. S'estima que uns 400.000 immigrants il·legals resideixen a l'àrea del Gran Houston. L'urbe texana té una de les majors comunitats d'indis i pakistanesos-estatunidencs als Estats Units. La comunitat nigeriana de Houston, estimada en més del 2% de la població de la ciutat, és la més gran dels Estats Units.

Segons les estimacions del Cens dels Estats Units de 2007, la població de Houston està formada per un 55% de blancs (28% blancs no hispans); un 24,7% de negres o afroamericans, un 0,6% de nadius americans i nadius d'Alaska; el 5,5% són asiàtics; el 0,1% nadius de Hawaii i altres illes del Pacífic; el 15,2% d'alguna altra raça, l'1,1% de dues o més races; i el 41,7% d'hispans o llatins de qualsevol raça (en la seva majoria, mexicans).

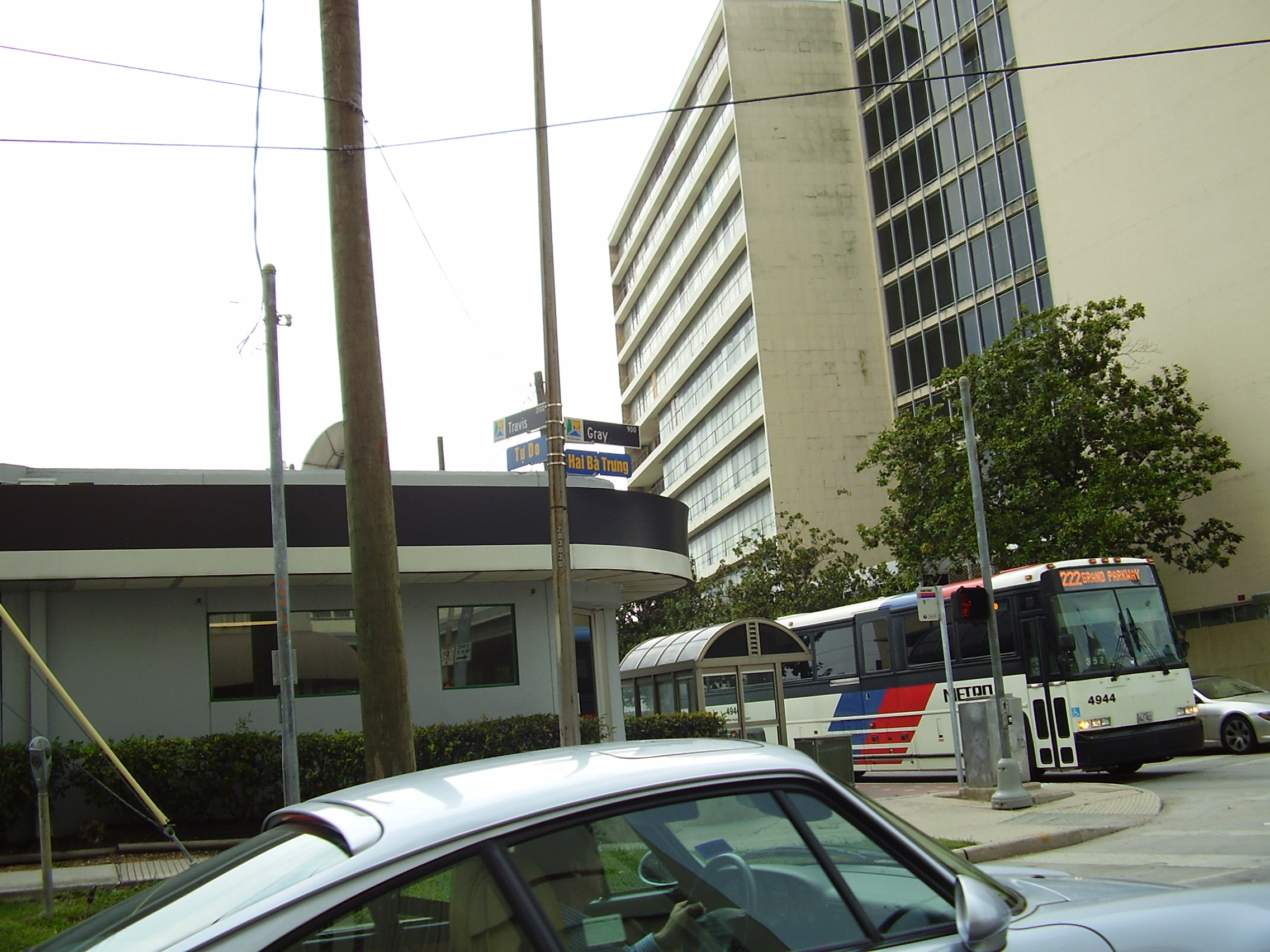
Senyalitzacions en vietnamita, al districte de Midtown.

A partir del cens de 2000, hi havia 1.953.631 habitants i la densitat de població era de 1,301.8/km². La composició racial de la ciutat va ser del 49,27% blancs; 25,31% negres; 5,31% asiàtics; 0,44% indis americans; 0,06% illencs del Pacífic; 16,46% d'alguna altra raça; i el 3,15% de dues o més races. Els hispans o llatins de qualsevol raça representaven el 37 de la població, mentre que els blancs no hispans formaven el 30,8%.
Houston té una gran població d'immigrants d'Àsia, incloent-hi la població vietnamita-estatunidenca més gran de l'estat de Texas i la tercera més gran dels Estats Units, amb 85.000 persones l'any 2006. Algunes parts de la ciutat amb alta població de residents xinesos i vietnamites tenen signes al carrer en xinès i vietnamita, a més de les habituals en anglès. Houston té dos barris xinesos: un de situat al centre i el més recent, al nord de Bellaire Boulevard, al sud-oest de la ciutat.
La ciutat té un Little Saigon al districte de Midtown i negocis vietnamites situats al sud-oest de Chinatown.
La comunitat índia se situa al "Distrito Harwin", al llarg de Hillcroft.
Houston té, a més, una gran comunitat homosexual concentrada principalment a Montrose, Neartown i Houston Heights. S'estima que l'àrea metropolitana de Houston té el dotzè major nombre de lesbianes, gais i bisexuals dels Estats Units.

## Govern

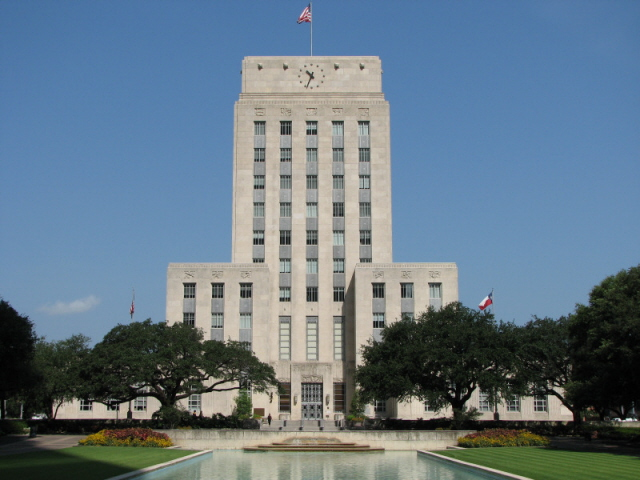
Alcaldia (Ajuntament) de Houston.

La ciutat de Houston té una forta forma de govern d'alcaldia (ajuntament) municipal.
Houston és una ciutat basada en la devolució de poders, on les eleccions municipals a l'estat de Texas són imparcials o no-partidistes.
Els funcionaris electes de la ciutat són l'alcalde, un controlador financer de la ciutat i 14 membres del consell. Des de 2010, l'alcaldessa de Houston és Annise Parker, demòcrata. L'alcaldessa de la ciutat serveix com el principal administrador, funcionari executiu i representant oficial. És el responsable de la gestió general de la ciutat i de vetllar perquè totes les lleis es facin complir. Com a resultat d'un referèndum dut a terme el 1991 a Houston, l'alcalde és elegit per un mandat de dos anys, i pot ser reelegit fins a tres períodes consecutius.
La formació actual de l'alcaldia de nou districtes i cinc grans posicions es basa en un mandat del Departament de Justícia estatunidenc que entrà en vigur el 1979. Els membres del Consell representen a tota la ciutat. Sota els actuals estatuts de Houston, si la població sobrepassa els límits de la ciutat en més de 2,1 milions d'habitants, els actuals nou membres dels districtes del consell s'ampliarien amb dos nous districtes.
La ciutat de Houston ha estat objecte de crítiques per gestionar el pitjor programa de reciclatge de les trenta ciutats més grans dels Estats Units. L'octubre de 2008, el Comitè del Creixement Sostenible de la ciutat, presidit pel Membre del Consell Peter Brown, inicià un programa per reciclar residus orgànics, unes 82.000 tones per any, suficient per emplenar la JP Morgan Chase Tower, l'estructura més alta de Houston.

## Delinqüència

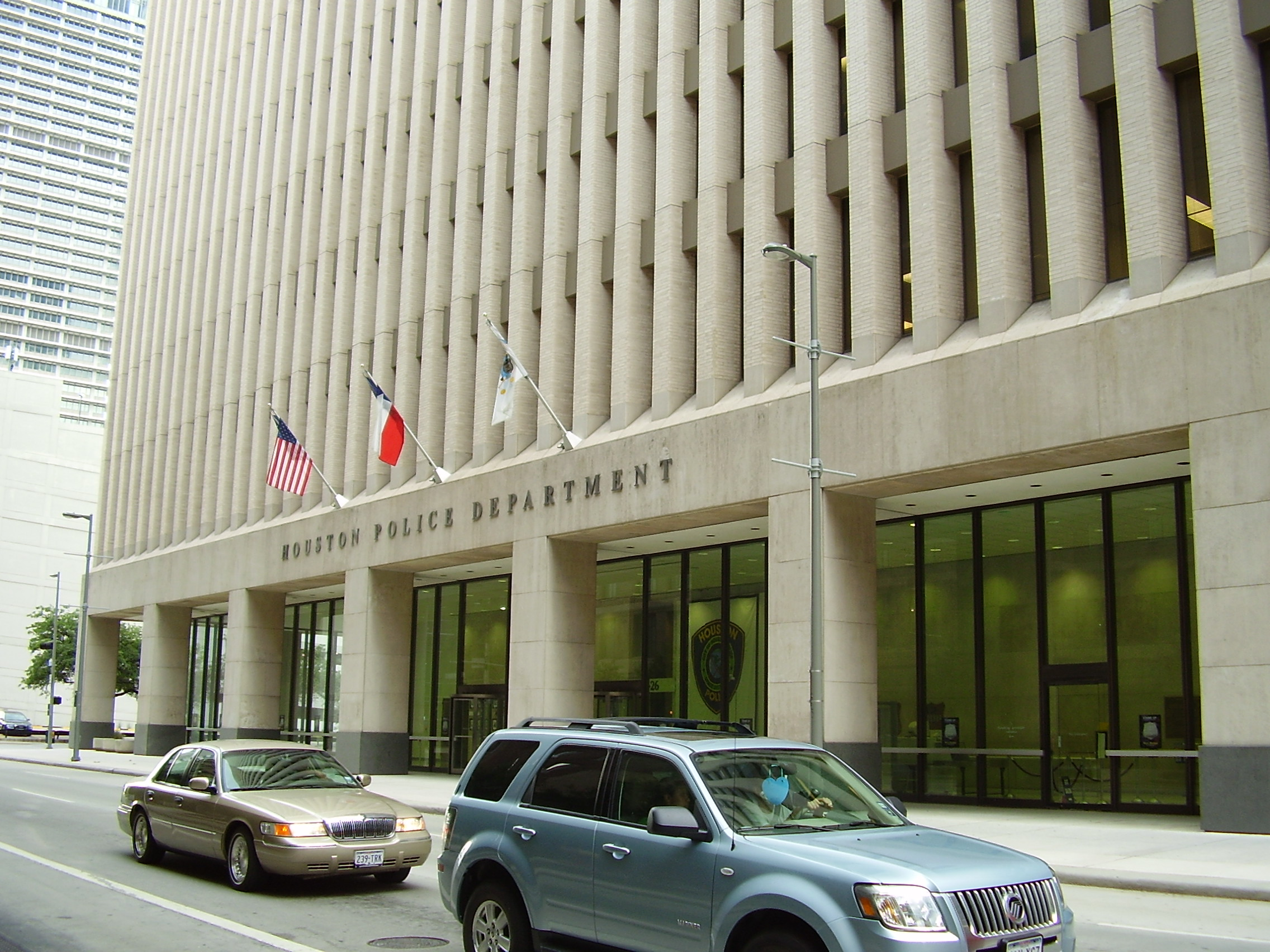
Seu del Departament de Policia de Houston, al centre de la ciutat.

La taxa d'assassinats a Houston era la 46a de les ciutats estatunidenques amb una població de més de 250.000 habitants l'any 2005 (taxa per capita de 16,3 assassinats per cada 100.000 habitants). No obstant això, la taxa d'assassinats és la tercera de l'estat si només comptem les ciutats amb un milió o més d'habitants. Fins i tot es creu que aquestes estadístiques podrien ser superiors després que el periodista d'investigació Mark Greenblatt trobés el recompte d'homicidis de l'any 2005 del Departament de Policia de Houston. El recompte oficial de només dos assassinats més hauria elevat la taxa d'homicidis de Houston a la segona posició.
No obstant això, els delictes no violents a la ciutat varen disminuir en un 2% l'any 2005 comparant-ho amb el 2004; en canvi, el nombre d'homicidis va pujar un 23,5%. Des del 2005, Houston ha experimentat un augment de delinqüència, degut fonamentalment a l'afluència de persones de Nova Orleans després de l'huracà Katrina. Després del Katrina, la taxa d'assassinats de Houston va augmentar un 70% el novembre i desembre de 2005, en comparació amb els nivells de 2004. La ciutat va registrar 336 assassinats el 2005, davant dels 272 del 2004.
La taxa d'homicidis de Houston per 100.000 habitants va augmentar de 16,33 el 2005 a 17,24 el 2006. El nombre d'assassinats a la ciutat va augmentar a 379 el 2006.
L'any 1996, hi va haver al voltant de 380 bandes amb 8.000 membres, dels quals 2.500 eren menors d'edat.

## Ciutats agermanades
Les ciutats agermanades amb Houston són:
- Abu Dhabi (Emirats Àrabs Units)
- Bakú (Azerbaidjan)
- Chiba (Japó)
- Grampian (Escòcia)
- Guayaquil (Equador)
- Huelva (Espanya)
- Istanbul (Turquia)
- Karachi (Pakistan)
- Leipzig (Alemanya)
- Luanda (Angola)
- Niça (França)
- Perth (Austràlia)
- Shenzhen (Xina)
- Stavanger (Noruega)
- Taipei (Taiwan)
- Tampico (Mèxic)
- Tiumén (Rússia)

## Persones il·lustres
- Beyoncé,(1981) cantant i compositora

- Annise Parker, alcaldessa
- Anna Nicole Smith, actriu, model i personalitat televisiva
- Matt Stone, actor, escriptor i productor de televisió
- Katie Webster, pianista i cantant de blues
- Robert Woodrow Wilson (1936) físic i astrònom, Premi Nobel de Física de l'any 1978.